# Zoológico de Liubliana
El Zoológico de Liubliana (en esloveno: Živalski vrt Ljubljana) es un parque zoológico de 19,6 hectáreas (48 acres) localizado en la ciudad de Liubliana, la capital de Eslovenia. Sirve como el zoológico nacional de Eslovenia y abrió en el año 1949.
El zoológico está situado en la ladera sur de la colina Roznik, en un entorno natural de bosques y prados, se trata de un paseo de 20 minutos en vehículo desde el centro de la ciudad. El zoológico es notable en esa ciudad pues se encuentra en la intersección de los hábitats alpinos, Panonia, Dinárico y Mediterráneo y cuenta con 152 especies y un total de 580 animales.
El parque es uno de los pocos zoológicos en el mundo en contar con uno de los últimos leones del Atlas (Panthera leo leo), que hoy está extinto fuera de los zoológicos.

## Historia
El zoológico Liubliana fue establecido el 10 de marzo de 1949 por el consejo de la ciudad de Liubliana. Inicialmente estuvo ubicado en el Distrito Central y en 1951 se lo trasladó a su ubicación actual.
En el 2008 se anunció la realización de una renovación total del zoológico que sería completada en el 2016. En el 2009 una colonia de saimirí llegó a su nuevo recinto. En el mismo año llegaron nuevas alpacas y pandas rojos. A finales del 2009 comenzó la construcción de un nuevo recinto para leones marinos y para el 2013 el zoológico albergó 3 leones marinos de California. En el 2010 ambos tigres de Siberia murieron de edad avanzada. Desde 1996 también se albergaron dos leones (Panthera leo), un macho y una hembra, del Zoológico Karlsruhe. El macho murió a raíz de una operación ortopédica en el 2011 y la hembra murió de cáncer en el 2013.